# يو إف سي 120
يو إف سي 120: بيسبنغ ضد أكياما (بالإنجليزية: UFC 120: Bisping vs. Akiyama)‏ هو حدث لفنون القتال المختلطة نظمته يو إف سي، أُقيم في 16 أكتوبر 2010، على ذا أوه2 أرينا في لندن، المملكة المتحدة.